# دونالدسون
دونالدسون (انگلیسی: Donaldson) شرکت ماشین‌آلات آمریکایی است، که در سال ۱۹۱۵ تأسیس شد.